# Templo de la Purísima Concepción (Aguascalientes)
El Templo de la Purísima Concepción es una edificación para el culto católico que se encuentra en la ciudad de Aguascalientes. Comenzó a ser construido el 18 de julio de 1902 bajo el diseño y supervisión de Refugio Reyes Rivas.

## Historia
El arribo del Ferrocarril Central Mexicano en Aguascalientes en 1884 produjo un crecimiento en las edificaciones civiles y religiosas, así como las inversiones públicas y privadas para la infraestructura en la ciudad, lo cual requería más trabajadores de la construcción.
Aguascalientes, entonces, pasó de ser una villa a una metrópoli. Tanto las autoridades civiles como eclesiásticas solicitaron el trabajo de Refugio Reyes para diseñar edificaciones, como lo son el Templo de San Antonio en 1895, el del Soyatal, el de la Purísima, entre otros.
Según lo hace constar la bitácora de Refugio Reyes, el edificio comenzó a construirse el 18 de julio de 1902. Sin embargo, la primera piedra del templo se colocó el 8 de septiembre de 1904.
Villegas señala que en 1970 el templo tuvo que ser restaurado de manera exhaustiva, pues las bóvedas estaban a punto de hundirse. A través de las limosnas que recaudó el presbítero Salvador Jiménez, los arquitectos Bernardo Calderón y José Luis Calderón se encargaron de realizar los trabajos para subsanar dichos problemas.

## Características
El templo es de estilo neogótico. La entrada tiene un arco de medio punto con arquivolta, el cual resalta el cuerpo de la construcción.

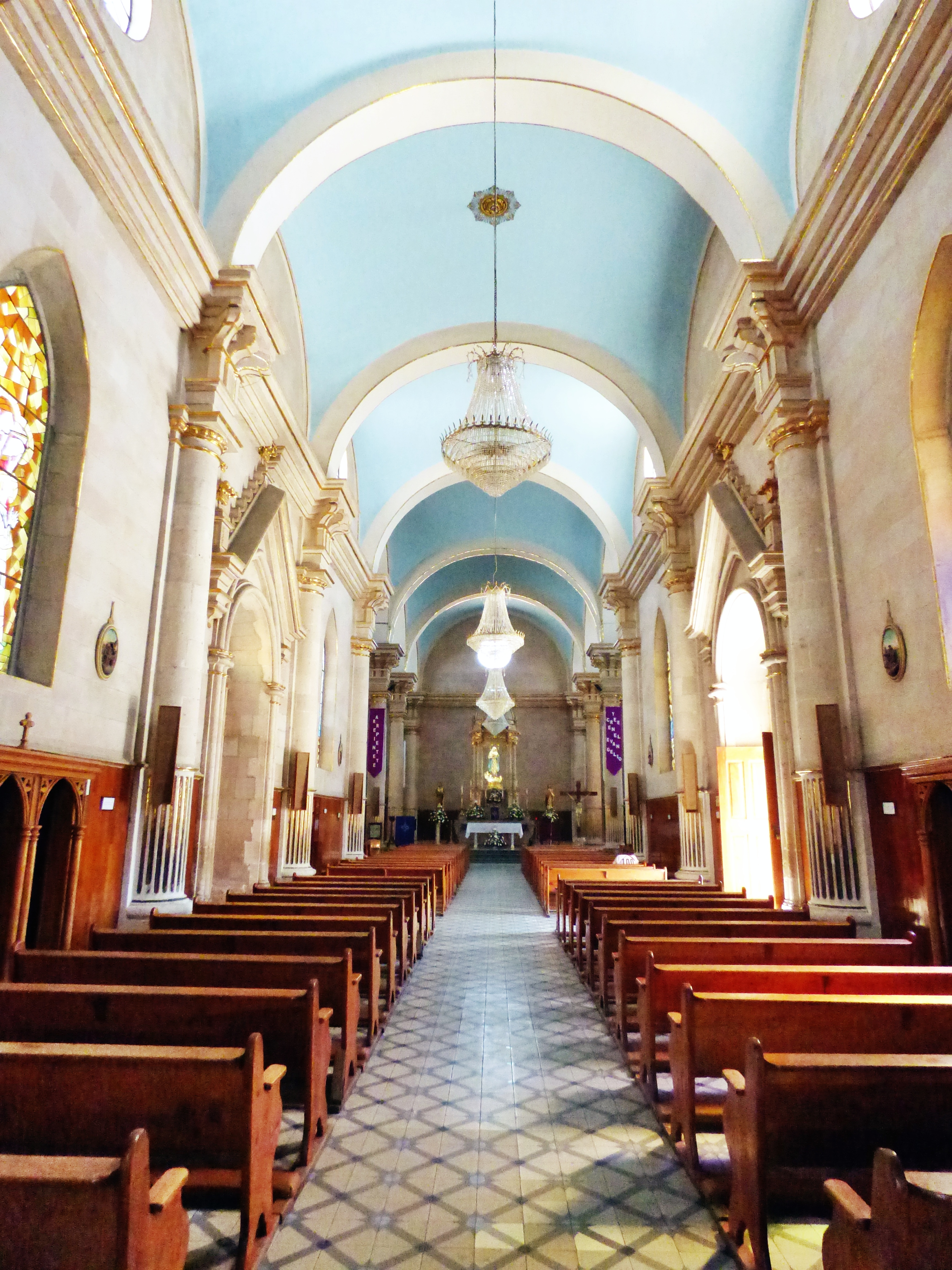
Interior del Templo de la Purísima Concepción

En el segundo cuerpo hay un reloj circular y una escultura de la Purísima. La planta coral está compuesta de cuatro ventanas de arco de medio punto. Asimismo posee dos torres con remates piramidales.
El templo tiene tres accesos, el principal está de frente a la Glorieta de la Purísima, y dos accesos laterales, el de la calle José Refugio Reyes y el de la Alameda. Por su ubicación dentro de la geografía urbana, posee un papel importante al ser el punto donde confluía la principal calle de la ciudad en ese entonces, la Avenida Apostolado (ahora Juan de Montoro).
El interior posee una nave con bóveda de cañón y arcos fajados de medio punto. La planta del templo es basilical y tiene como altar un ciprés de cantera decorado con relieves vegetales dorados y columnillas tritóstilas; en él se aprecia la figura de la Virgen de la Purísima Concepción.